# Arhopala aytonia
Arhopala aytonia är en fjärilsart som beskrevs av Hans Fruhstorfer 1934. Arhopala aytonia ingår i släktet Arhopala och familjen juvelvingar. Inga underarter finns listade i Catalogue of Life.